# Bothrops barnetti
Bothrops barnetti – jadowity gatunek węża z rodziny żmijowatych (Viperidae) i podrodziny grzechotników (Crotalinae), endemiczny dla Peru. Obecnie nie rozpoznaje się żadnych jego podgatunków.

## Entymologia
Nazwę gatunkową barnetti wąż otrzymał na cześć Burgessa Barnetta (1888–1944), który zebrał paratyp i holotyp gatunku. Człowiek ten zajmował się gadami w londyńskim zoo (1932–1937). W latach 1938–1944 był związany z Yangon Zoological Gardens.

## Charakterystyka gatunku
Ciało tego węża pokrywają wzory w białe i czarne trójkąty. Samce zwykle dorastają do 120 cm, łącznie z ogonem. W niektórych źródłach podaje się, że maksymalna długość tych gadów to 140 cm. Samice są mniejsze i cieńsze. Ciało węża jest mocne i krępe.

## Występowanie
Występuje wzdłuż wybrzeża Pacyfiku w północnym Peru. Zamieszkuje niskie wysokości w suchych, tropikalnych zaroślach.